# Carico (trasporti)

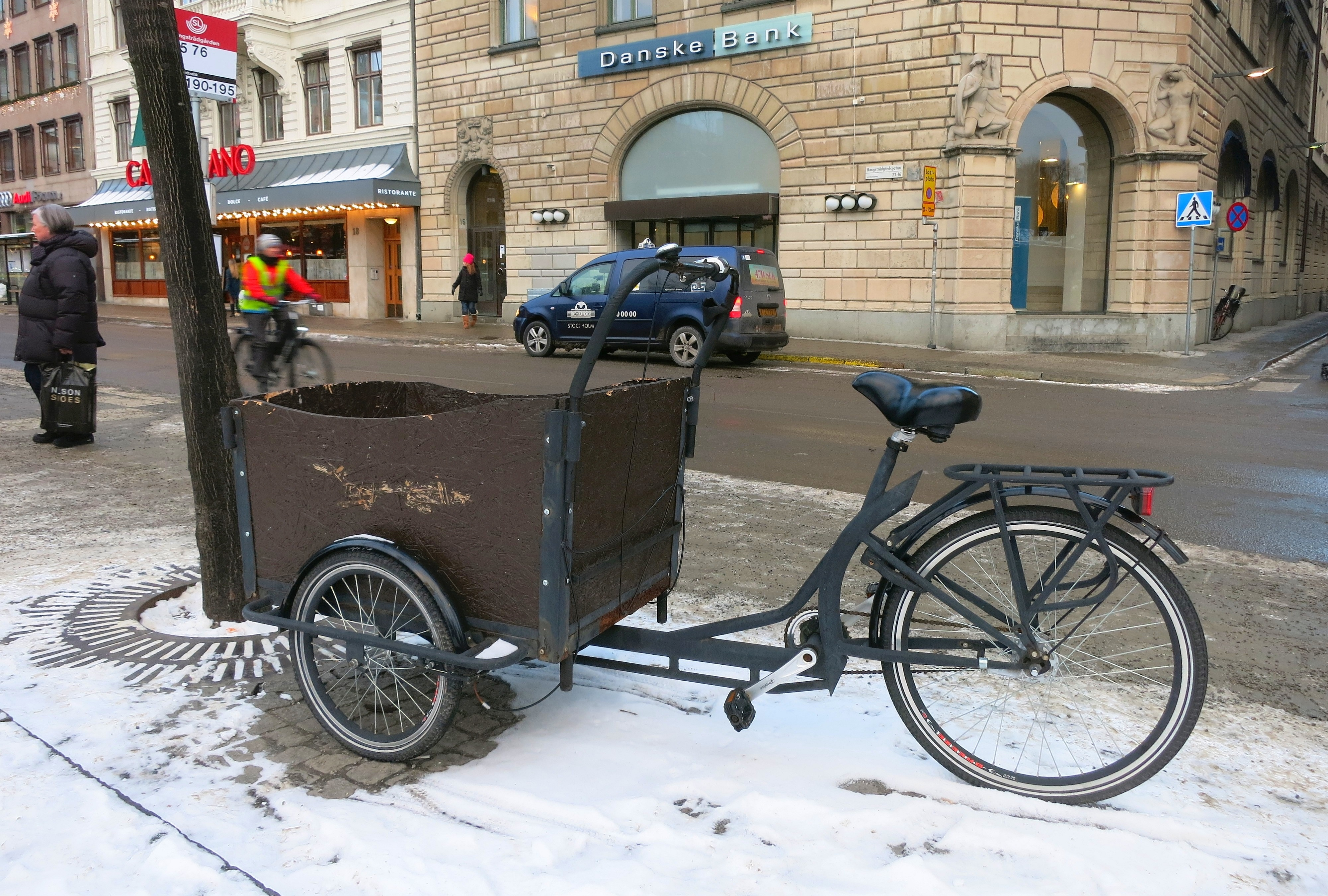
Trasportatore di piccolissimi carichi: un triciclo da carico

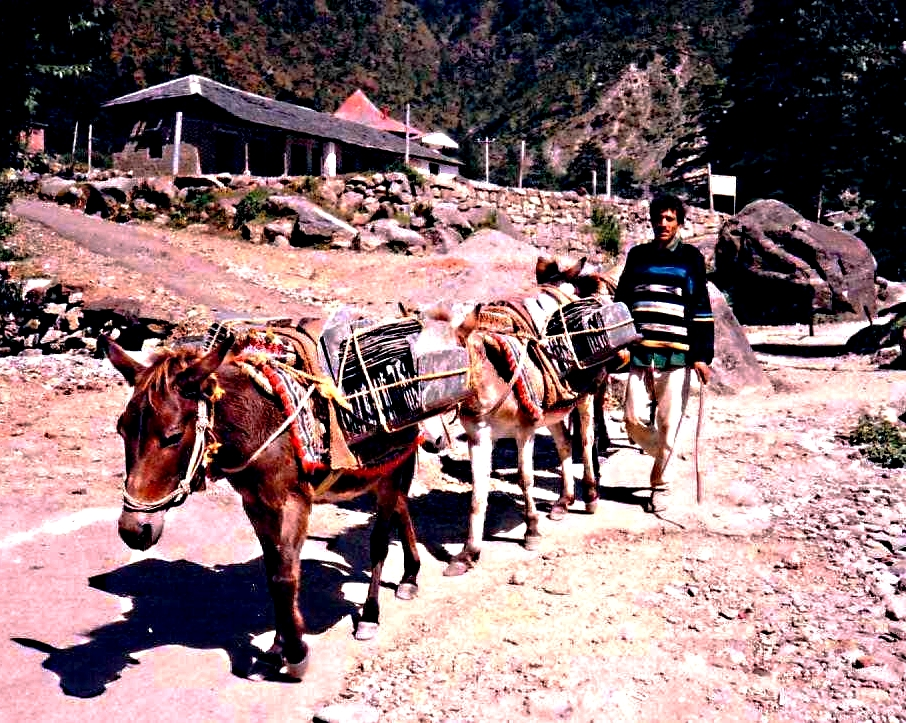
Animali usati per trasportare merci: muli che portano tegole di ardesia per un tetto in India nel 1993

Il carico, nel campo dei trasporti, indica l'insieme delle merci che vengono trasportate – generalmente per un guadagno commerciale – per via d'acqua, d'aria o di terra.
Dal punto di vista strettamente linguistico, la parola carico indica la "quantità, peso, qualità di ciò che si carica sulle spalle di una persona, sul dorso d’un animale, o più comunemente sopra un mezzo di trasporto qualsiasi". Essa pertanto fa riferimento a qualsiasi specie di merci trasportate, indipendentemente dalla tipologia, dalla quantità e dal mezzo di trasporto utilizzato: nave, aereo, treno, furgone, camion o container.
A livello internazionale si usa talvolta il vocabolo inglese cargo: tuttavia, mentre in inglese indica genericamente qualsiasi tipo di carico, nella lingua italiana questo termine viene usato più spesso come sinonimo di nave da carico (cargo ship) o aereo da carico (cargo aircraft).